# ハニーン・ゾービ

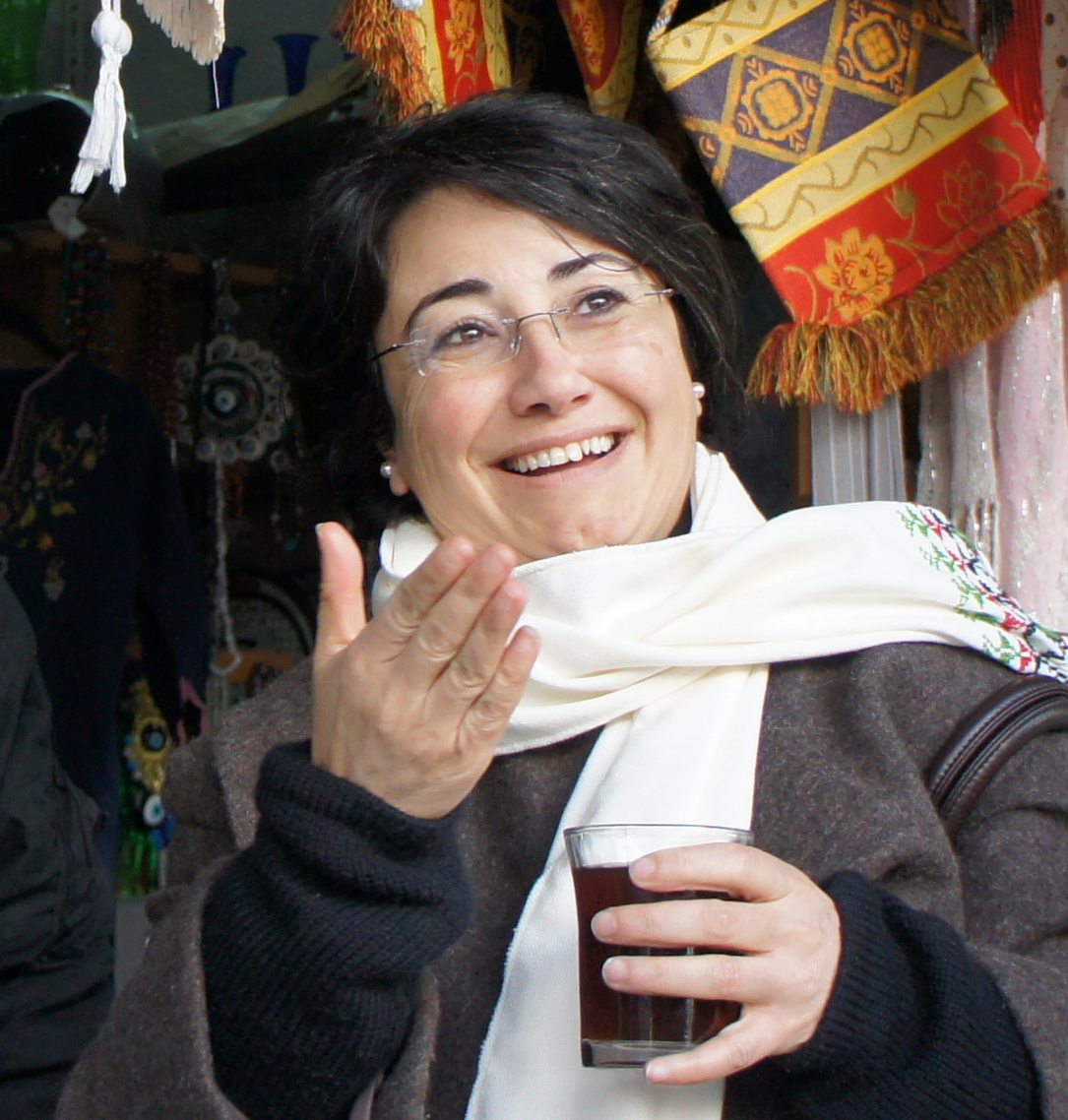
ハニーン・ゾービ（2012年）

ハニーン・ゾービ（ゾアビ、またはズアビーとも 1969年5月23日 ヘブライ語:חנין זועבי アラビア語:حنين زعبي)は、イスラエルの女性政治家。アラブ系イスラエル人（彼女自身はパレスチナ人であると述べている）。所属政党はバラド。スンナ派イスラム教徒。

## 来歴
1969年5月23日にナザレで生まれる。ハイファ大学で哲学と心理学を学んだ。大学卒業後、数学教師として働く。
ゾービは2001年にバラドに入党。2009年の総選挙でクネセト議員に初当選。アラブ系としては初の女性クネセト議員が誕生した。
2012年12月、2010年のガザ自由船団への参加などを理由に2013年1月に行われるクネセト総選挙の出馬資格を剥奪された。しかし、この決定はイスラエル最高裁判所によって無効とされ、彼女は引き続き選挙に出馬できることとなった。
2014年に勃発したガザ侵攻の引き金となったイスラエル人少年3人の殺害事件について、「犯人はテロリストではない」と発言。クネセトの倫理委員会から半年間のクネセト登院停止処分が下る。
更に、2014年11月にイスラエルのテレビ局「チャンネル2」のオンライン版のインタビューでISILの兵士とイスラエル軍の兵士は同じ殺人者集団である」という趣旨の発言をし、大きな波紋が広がっている。リクード所属のミリ・レゲブ（女性）議員は「ゾービはイスラエルにとっての危険な敵」と非難、今後のゾービの政治活動が危ぶまれる状況となっている。

## 政治姿勢
「エレツ・イスラエル（イスラエルの地）はユダヤ人のものである」という考えについて、「本質的に人種差別である」として反対している。また、極右クネセト議員アヴィグドール・リーベルマンが考えた「忠誠法案」（アラブ系イスラエル人のイスラエル市民権付与の条件としてユダヤ人国家への忠誠を誓うことを定めている。後に否決）を批判した。
また、リーバーマン、ベンヤミン・ネタニヤフ、ツィッピー・リヴニを「ファシスト」と批判してはばからない。
クネセト議員として議会に初登板した際、開会前にイスラエル国歌「ハティクヴァ」が演奏されたが、ゾービはその間議会から退出した。理由は、「ハティクヴァは私を象徴しない」というものであった。「私は偽善が嫌いだから出ていったのよ」と述べている。
また、イランが核兵器を持つことを「イスラエルとのバランスが取れる」として支持する発言をしている。

## ゾービへの非難、殺害予告
2010年5月31日、トルコからガザ地区への人道支援のため向かう客船にゾービは搭乗した。そして、ガザへ向かっている途中にイスラエル軍の特殊部隊が客船を急襲し、多数の死傷者が出た。また、ゾービが客船に搭乗していた事が判明し、イスラエル国内に激震が走った。ゾービは事件後クネセトでイスラエル軍を「海賊」などと非難した。しかし、これにリクード所属のユダヤ人女性議員であるミリ・レゲヴから、「ガザに去りなさい。この国賊！」などと手厳しい非難を浴びせられ、また、クネセト内の四方八方からゾービへの罵声が飛び交うなど、大荒れとなった。
事件後、事態を重く見たイスラエルのエリ・イシャイ内務大臣は、「国家への反逆」として、司法長官にゾービの議員特権およびイスラエル市民権を剥奪するよう要請した。
ゾービは自宅軟禁に置かれたが、5日後に150000シェケルを支払い解放された。しかし、彼女のもとには無数の殺害予告が送りつけられており、ゾービを保護するために2人の警護員が付くこととなった。
また、Facebookには「ゾービを処刑せよ」という題名のグループが立ち上げられた。参加メンバーは2010年6月23日現在10000人に達している。メンバーの一人が「ゾービを殺害した人間に報奨金を手渡す」と書き込んだことで逮捕された。
クネセト内の調査委員会では、7対1の賛成多数でゾービの議員特権を剥奪することを議決したが、クネセト議長であるルーベン・リブリンはこれを認めず、議員特権剥奪を阻止しようとした。このことは右派から激しい批判を受けたが、「イスラエルの民主主義を守った」と擁護する声もあった。しかし、最終的に、主に極右議員ミハエル・ベン＝アリなどが発案した議員特権剥奪決議を34対16の賛成多数で可決、パスポート所持の禁止など、ゾービのいくつかの議員特権が剥奪された。ベン＝アリはゾービを「テロリスト」などと激しく非難、リクードのヤリフ・レヴィン議員はゾービに「あなたのクネセトでの居場所は無い。あなたはイスラエルの身分証明書を持つ権利は無い。あなたはイスラエル、クネセト、アラブ人コミュニティ、そしてあなたの一部の家族の恥だ」と厳しく批判したが、ゾービは気丈に「私はパレスチナ人の女性であり、私は世界中の大切な自由、平等、そして正義を信じる」「私は（パレスチナの）占領、封鎖、抑圧に反対する」と述べた。
また、クネセトで記者のインタビューを受けている最中に、イスラエル国内では著名なカハニスト（カハネ主義者）・入植者であるバールーフ・マーゼルとイタマル・ベン＝グヴィル（二人ともミハエル・ベン＝アリと深い友好関係にある）に絡まれ、口論になったことがある。
2012年2月19日にヘブロンを訪れた際、入植者らしき男から「テロリスト！」などと執拗に絡まれ、ボディーガードと同行していたゾービは苦笑していた。
2012年3月11日には、バールーフ・マーゼルが多くの仲間を引き連れてゾービの自宅前に押しかけてデモをする予定であったが、暴力沙汰に発展することを懸念したイスラエル警察の取り計らいにより、ひとまずデモは延期された。

## 人物像
非常に気が強く、物怖じしない性格の持ち主である。2009年にクネセト議員初当選を果たした直後、イスラエルのテレビ局「チャンネル2」の報道番組に同じくクネセト議員に初当選した極右思想を持つミハエル・ベン＝アリとともに出演した際、ベン＝アリが話をしている最中に何度も割り込んで反論を述べ、ベン＝アリと論争になった。また、ガザ支援客船拿捕事件についての演説終了後、演説中に「彼女（ゾービ）がナイフを持っているかどうか探すよう提案する」と述べたカディマ所属のヨエル・ハッソン議員のもとにまで駆け寄り、「私がテロリストですって！？私がナイフを隠し持っているですって！？」などと真正面からハッソンを厳しい口調でまくし立てるように非難し、あわや取っ組み合いの喧嘩に発展しそうになった（周囲が二人を引き離し、取っ組み合いは避けられた）
また、2011年7月13日、ベンヤミン・ネタニヤフ首相の演説に反発し野次を飛ばして議長からクネセトからの退出を命じられ、強制的に連れ出そうとする係員に激昂し、係員の足を踏みつけたり、係員を突き飛ばすなどした。